# Ducula finschii
Ducula finschii là một loài chim trong họ Columbidae.